# Orhaneli (district)
Orhaneli is een Turks district in de provincie Bursa en telt 24.798 inwoners (2007). Het district heeft een oppervlakte van 797,9 km².
De bevolkingsontwikkeling van het district is weergegeven in onderstaande tabel.
| 1997   | 2000   | 2007   |
| ------ | ------ | ------ |
| 29.810 | 30.449 | 24.798 |

## Geboren
- Ozan Tufan (1995), voetballer